# 德意志法伊斯特里茨
德意志法伊斯特里茨是奥地利施蒂利亚州格拉茨城郊县的一个市镇。总面积39.19平方公里，总人口3939人，人口密度100.5人/平方公里（2001年）。